# سیاه‌پوش برگشتم
سیاه پوش برگشتم یا سیاه پوش برگشتیم (به انگلیسی: Back in Black) هفتمین آلبوم استودیویی گروه هارد راک استرالیایی ای‌سی/دی‌سی است. این آلبوم در ۲۵ ژوئیه ۱۹۸۰ توسط آتلانتیک رکوردز منتشر شد. تا به امروز حدود ۵۰ میلیون نسخه از این آلبوم در سراسر جهان فروخته شده‌است و حال حاضر در جز برترین‌های فهرست پرفروش‌ترین آلبوم‌های موسیقی جهان می‌باشد.

## زمینه
ای‌سی/دی‌سی که در سال ۱۹۷۳ تشکیل شد، برای اولین بار در سال ۱۹۷۷ با چهارمین آلبوم خود "Let There Be Rock" وارد بازارهای بین‌المللی شد. تا سال ۱۹۷۹، آنها با ششم خود، بزرگراه به جهنم برای موفقیت بیشتر آماده شدند. رابرت جان "Mutt" لنگ این رکورد را تولید کرد و باعث شد صدای این گروه جذابتر و قابل دسترسی تر شود و این نخستین آلبوم طلای آنها در ایالات متحده شد و بالغ بر ۵۰۰۰۰۰ نسخه را به فروش رساند و در عین حال در شماره ۱۷ در نمودارهای پاپ آن کشور و شماره هشت نیز به اوج رسید. در انگلستان.
با نزدیک شدن به دهه جدید، این گروه برای تاریخ‌های آخر تور آزادی از دستیابی به موفقیت‌های خود، به بریتانیا و فرانسه راه یافتند. آنها تصمیم داشتند اندکی پس از اتمام آن، ضبط پیگیری را آغاز کنند.
سیاه پوش برگشتم اولین آلبوم این گروه بعد از مرگ خوانندهٔ قبلی گروه بان اسکات است. سیاه پوش (در اینجا به معنی عزا دار) به خاطر مرگ بان اسکات و برگشتن غیرمنتظره گروه که هیچ‌کس فکر نمی‌کرد بعد از مرگ بان اسکات گروه دیگر بتواند کسی را شبیه به صدای او پیدا کند و احتمالاً گروه از هم می‌پاشد ولی با کمال تعجب دنیا، آن‌ها برگشتند. برایان جانسون به خوبی توانست جای او را پر کند و آلبوم گروه به دومین (در حال حاضر هفتمین) آلبوم پرفروش تاریخ تبدیل شد.

## فهرست قطعه
همهٔ ترانه‌ها توسط انگس یانگ، مالکوم یانگ و برایان جانسن نوشته شده‌است.
| طرف اول | طرف اول                            | طرف اول |
| شماره   | نام                                | مدت     |
| ------- | ---------------------------------- | ------- |
| ۱.      | « ناقوس جهنم»                      | ۵:۱۰    |
| ۲.      | «شلیک به هیجان»                    | ۵:۱۷    |
| ۳.      | «عزیزم برای پول چیکار می‌کنی»       | ۳:۳۳    |
| ۴.      | «Given the Dog a Bone»             | ۳:۳۰    |
| ۵.      | «بذار من عشقم را درون تو قرار دهم» | ۴:۱۶    |

| قسمت دوم   | قسمت دوم                        | قسمت دوم |
| شماره      | نام                             | مدت      |
| ---------- | ------------------------------- | -------- |
| ۱.         | «سیاه‌پوش برگشتم»                | ۴:۱۴     |
| ۲.         | «مرا تمام شب لرزاندی»           | ۳:۳۰     |
| ۳.         | «یک نوشیدنی مهمان من باش»       | ۳:۵۷     |
| ۴.         | «یک پا را تکون بده»             | ۴:۰۶     |
| ۵.         | «راک اند رول آلودگی صوتی ندارد» | ۴:۱۵     |
| مجموع مدت: | مجموع مدت:                      | ۴۲:۱۱    |

## پدیدآورندگان

### گروه
- برایان جانسن – آواز
- انگوس یانگ – لید گیتار
- کلیف ویلیامز – بیس گیتار، هم‌آوازی
- فیل راد – درامز، پرکاشن
- مالکوم یانگ – ریتم گیتار، هم آوازی